# Kirstie Alley
Kirstie Louise Alley (Wichita, Kansas, 12. siječnja 1951. – ?, 5. prosinca 2022.) bila je američka glumica i model. 
Postala je poznata 1982. godine ulogom poručnice J. G. Saavik u filmu Zvjezdane staze 2: Khanov bijes. Najpoznatija je po ulozi Rebecce Howe u NBC-jevu sitcomu Kafić "Uzdravlje" za koju je 1991. osvojila nagradu Emmy za glavnu glumicu u humorističnoj seriji.

## Vanjske poveznice
- Kirstie Alley u internetskoj bazi filmova IMDb-u (engl.)